# فيرنر ري
فيرنر ري هو رائد أعمال سويسري، ولد في 6 أكتوبر 1943 في زيورخ في سويسرا.

## وصلات خارجية
- فيرنر ري على موقع مونزينجر (الألمانية)